# Rescuing Uncle
Rescuing Uncle è un cortometraggio muto del 1917 diretto da Norval MacGregor. Prodotto dalla Selig Polyscope Company, aveva come interpreti John Lancaster, William Scott, Sid Smith.

## Produzione
Il film fu prodotto dalla Selig Polyscope Company.

## Distribuzione
Distribuito dalla General Film Company, il film - un cortometraggio in una bobina - uscì nelle sale cinematografiche statunitensi nel maggio 1917.